# ميليسا مكارثي
ميليسا مكارثي (بالإنجليزية: Melissa McCarthy)‏ مواليد 26 أغسطس 1970 في إلينوي، الولايات المتحدة، هي ممثلة وكاتبة سيناريو أمريكية بدأت مسيرتها الفنية عام 1997. كما أنها من الفائزات بجائزة إيمي.

## الأعمال
- بنات غيلمور
- ملائكة تشارلي
- ملائكة تشارلي: خنق كامل
- القناص
- الحياة كما نعرفها
- الاشبينات
- هذا هو سن الأربعين
- سارق الهوية
- صداع الكحول الجزء الثالث
- الحرارة
- مايك ومولي
- جاسوس
- الرئيسة
- صائدو الأشباح

## وصلات خارجية
- ميليسا مكارثي على موقع IMDb (الإنجليزية)
- ميليسا مكارثي على موقع ميتاكريتيك (الإنجليزية)
- ميليسا مكارثي على موقع الموسوعة البريطانية (الإنجليزية)
- ميليسا مكارثي على موقع روتن توميتوز (الإنجليزية)
- ميليسا مكارثي على موقع ألو سيني (الفرنسية)
- ميليسا مكارثي على موقع ميوزك برينز (الإنجليزية)
- ميليسا مكارثي على موقع تيرنر كلاسيك موفيز (الإنجليزية)
- ميليسا مكارثي على موقع أول موفي (الإنجليزية)
- ميليسا مكارثي على موقع بوكس أوفيس موجو (الإنجليزية)
- ميليسا مكارثي على موقع قاعدة بيانات الأفلام السويدية (السويدية)
- Melissa McCarthy at Emmys.com